# Kuskus plamisty
Kuskus plamisty (Spilocuscus maculatus) – gatunek ssaka z podrodziny pałanek (Phalangerinae) w obrębie rodziny pałankowatych (Phalangeridae), przypominający wyglądem małpiatkę.

## Taksonomia
Gatunek po raz pierwszy zgodnie z zasadami nazewnictwa binominalnego opisał w 1803 roku francuski przyrodnik Étienne Geoffroy Saint-Hilaire nadając mu nazwę Phalangista maculata. Miejsce typowe to według oryginalnego opisu to „Moluki” (fr. Les Moluques), Indonezja. Geoffroy Saint-Hilaire oparł swój opis na osobniku nazywanym jako „Phalanger mâle de Buffon” (numer katalogowy n° CCCXVIII) lecz obecnie w kolekcji Muzeum Historii Naturalnej w Paryżu nie znajduje się taki okaz. 
Taksonomia S. maculatus jest niestabilna i w jego obrębie może istnieć więcej niż jeden gatunek. Autorzy Illustrated Checklist of the Mammals of the World przedstawicieli z kontynentalnej Nowej Gwinei i Moluków określają jako S. maculatus, ale istnieją bardzo znaczne różnice między różnymi populacjami regionalnymi. Obszerne przeglądy taksonomiczne tej grupy są w toku i do ich zakończenia nie rozpoznano tu żadnych podgatunków uznając ten gatunek za monotypowy. 

### Etymologia
- Spilocuscus: gr. σπιλος spilos „plama”; rodzaj Cuscus Illiger, 1811 (pałanka)[12].
- maculatus: łac. maculatus „cętkowany, plamisty”, od maculare „mieć plamki”, od macula „plamka”[13].

## Zasięg występowania
Kuskus plamisty występuje na Nowej Gwinei, włącznie z wyspami Yapen, Mios Num i Roon w Zatoce Cenderawasih, wyspami Karkar i Walis na północnym wybrzeżu, wyspami Raja Ampat, Salawati, Sorong i Misool, wyspami Samarai i Dufaure oraz Wyspami Aru. Występuje na wielu wyspach środkowych i południowych Moluków (Seram, Ambon, Pulau Pandjang, Buru oraz archipelagi Tayandu i Kai). Został introdukowany na wyspę Selayar między Celebes i Flores (zachodnia granica występowania gatunku) oraz istnieją niejasne obserwacje z Flores i Celebes, które mogą również odnosić się do populacji z Selayar. Gatunek ten został również najwyraźniej introdukowany na Mussau (Wyspy Świętego Macieja, północno-wschodni Archipelag Bismarcka) w czasach prehistorycznych oraz na wyspę Nowa Irlandia (Archipelag Bismarcka) w XX wieku.

## Morfologia
Długość ciała (bez ogona) 42–74 cm, długość ogona 38,5–70,7 cm; masa ciała 2,4–6,1 kg. Ma podłużne ciało z chwytnymi, krótkimi kończynami.Długi chwytny ogon do 48 cm, umożliwia przemieszczanie się po drzewach. Część chwytna ogona pozbawiona owłosienia. Posiada wydłużony pysk, duży nos i oczy z charakterystycznymi pionowymi źrenicami. Ma krótką, gęstą, sierść w kolorach: białym, brązowym lub czerwonawym z wyraźnymi ciemniejszymi plamkami. 

## Ekologia
Prowadzi nocny, samotny tryb życia. W dzień śpi skulony między drzewami lub w dziupli. Bardzo rzadko schodzi na ziemię w celu przekroczenia szerokich luk między drzewami, jednak wiąże się to dla niego z dużym ryzykiem. Odżywia się owadami, liśćmi, gadami, ptasimi jajami i owocami (szczególnie bananami). Ma łagodne usposobienie, więc często jest hodowany jako zwierzę domowe, nie wykazuje jednak przywiązania do właściciela.

## Status zagrożenia
W Czerwonej księdze gatunków zagrożonych Międzynarodowej Unii Ochrony Przyrody i Jej Zasobów został zaliczony do kategorii LC (ang. least concern ‘najmniejszej troski’).